# ألميروس
ألميروس: (باليونانية: Αλμυρός)، (بالإنجليزية:Almyros)، بلدة يونانية ومركز لبلدية تقع في وسط البلاد ضمن مقاطعة ماغنيسيا التي تتبع إدارياً لإقليم ثيساليا الإداري.

## الموقع والسكان
تقع البلدة على ارتفاع (60) متر عن مستوى سطح البحر، ضمن سهل كروكيوس (Krokios) الساحلي، بحيث تبعد مسافة (7) كيلومتر عن ساحل الخليج الباغاسيتي أحد تفرعات بحر إيجة من الغرب.
تبعد البلدة مسافة (32) كم عن فولوس عاصمة المقاطعة، ومسافة (277) كم عن أثينا عاصمة البلاد.
يبلغ عدد سكان البلدة وحدها حوالي (8) آلاف نسمة، بينما يبلغ عدد سكان البلدية ككل حوالي (13) ألف نسمة (تعداد السكان لعام 2001).

## التسمية والتاريخ
يعني اسم البلدة (ألميروس) الـمالح في اللغة اليونانية، وعلى الأغلب فقد أطلق عليها هذا الاسم بسبب وقوعها ضمن سهل قريب من ساحل البحر.
أما تاريخ ألميروس فيعود للفترة الـبيزنطية عندما بنيت البلدة على بعد عدة كيلومترات عن الساحل لتكون بديلاً عن مدينة وميناء هالوس (Halos) الـهلنستية القديمة (والتي تبعد عنها مسافة (10) كم)، وذلك لتحاشي غارات القراصنة.
وصفها بنيامين من توديلا (Benjamin of Tudela) في الـقرن الثاني عشر بأنه كان يوجد فيها العديد من التجار اليهود والـإيطاليين.
أصبحت البلدة بعد ذلك تابعة للسلطنة الـعثمانية ككل اليونان. وصفت عام (1838) م. بأنها مستوطنة تركية تحتوي على (300) مسكن وأربع مساجد.
انضمت إلى الدولة اليونانية الحديثة عام (1881) م., وتغير التركيب السكاني فيها بشكل جذري عام (1896) م. حيث استبدل السكان الأتراك باليونانيين.
حدثت فيها عام (1981) هزة أرضية عنيفة تدمرت على إثرها أغلب منازل البلدة.

## المعالم الأساسية
- أهم معلم في البلدة هو متحف ألميروس الأركيولوجي، يعود بناء المتحف إلى أواخر الـتاسع عشر وهو مبني على الطراز النيوكلاسيكي، يحتوي المتحف على مجموعة هامة من اللقى الأثرية من المنطقة المحيطة بالبلدة.
- تعتبر مدينة هالوس (Halos) الهلنستية من أهم المعالم الأثرية المهمة بالقرب من ألميروس، إذ تقع على مسافة (10) كم إلى الجنوب منها، وهي مدينة مسورة تحرسها قلعة بيزنطية قديمة.
- تمتد غابة كوري (Kouri) من حدود بلدة ألميروس على مساحة (10) كم2 وهي غابة أراضي واطئة تسودها أشجار الـبلوط الدلب ومساحات واسعة من الـمستنقعات المالحة، وتعتبر نظاماً بيئياً هاماً للطيور المهاجرة والـغزلان.

## متفرقات
- تقع البلدة على الطريق السريع الوطني رقم (1) GR-1 أو 75-E والذي يربط أثينا مع سالونيك.
- تبدأ من جهة الجنوب الغربي من البلدة سفوح جبل أوثريس المكسو بالغابات، والذي يشكل الحد الطبيعي بين ماغنيسيا وفثيوتيس.
- أهم نادي رياضي في البلدة هو باس ألميروس